# Aegisthus
Egisto (Aegisthus) è una tragedia perduta di Livio Andronico, composta nel III secolo a.C. Di questa tragedia ci sono pervenuti 12 versi in 8 frammenti. Trattava argomenti connessi con la saga troiana e quindi con le origini leggendarie di Roma.